# López (ort)
López är en ort i Colombia.   Den ligger i departementet Cauca, i den västra delen av landet, 400 km sydväst om huvudstaden Bogotá. López ligger 1 791 meter över havet och antalet invånare är 3 699.
Terrängen runt López är kuperad åt sydväst, men åt nordost är den platt. López ligger uppe på en höjd. Runt López är det ganska tätbefolkat, med 104 invånare per kvadratkilometer. Närmaste större samhälle är Villa Rica, 9,8 km nordväst om López. I omgivningarna runt López växer i huvudsak städsegrön lövskog.